# Jouy-en-Pithiverais
Jouy-en-Pithiverais är en kommun i departementet Loiret i regionen Centre-Val de Loire strax norr Frankrikes mitt. Kommunen ligger i kantonen Outarville som tillhör arrondissementet Pithiviers. År 2022 hade Jouy-en-Pithiverais 266 invånare.

## Befolkningsutveckling
Antalet invånare i kommunen Jouy-en-Pithiverais
| Referens: INSEE |